# گردشگری در ارمنستان

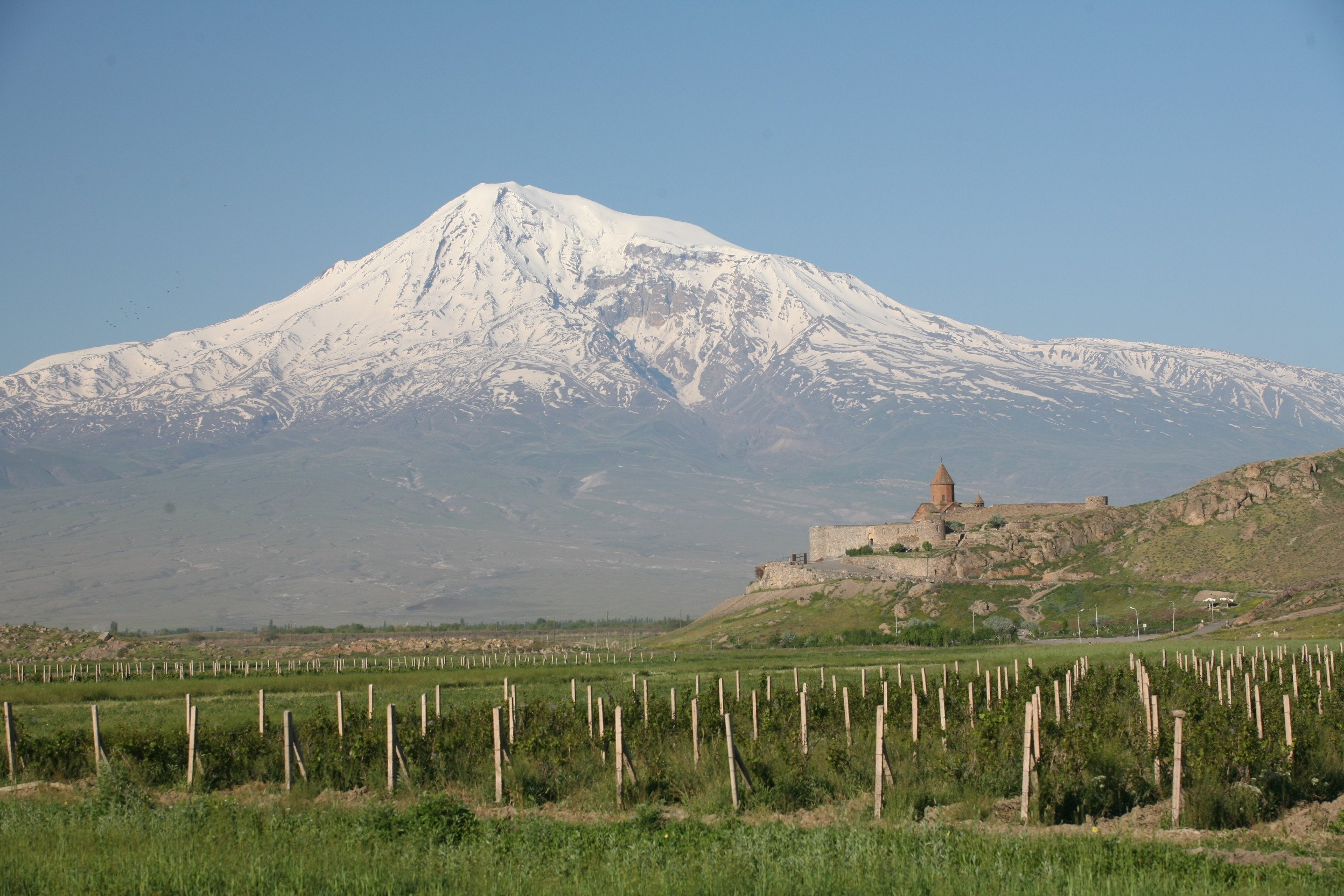
خور ویراپ و کوه آرارات

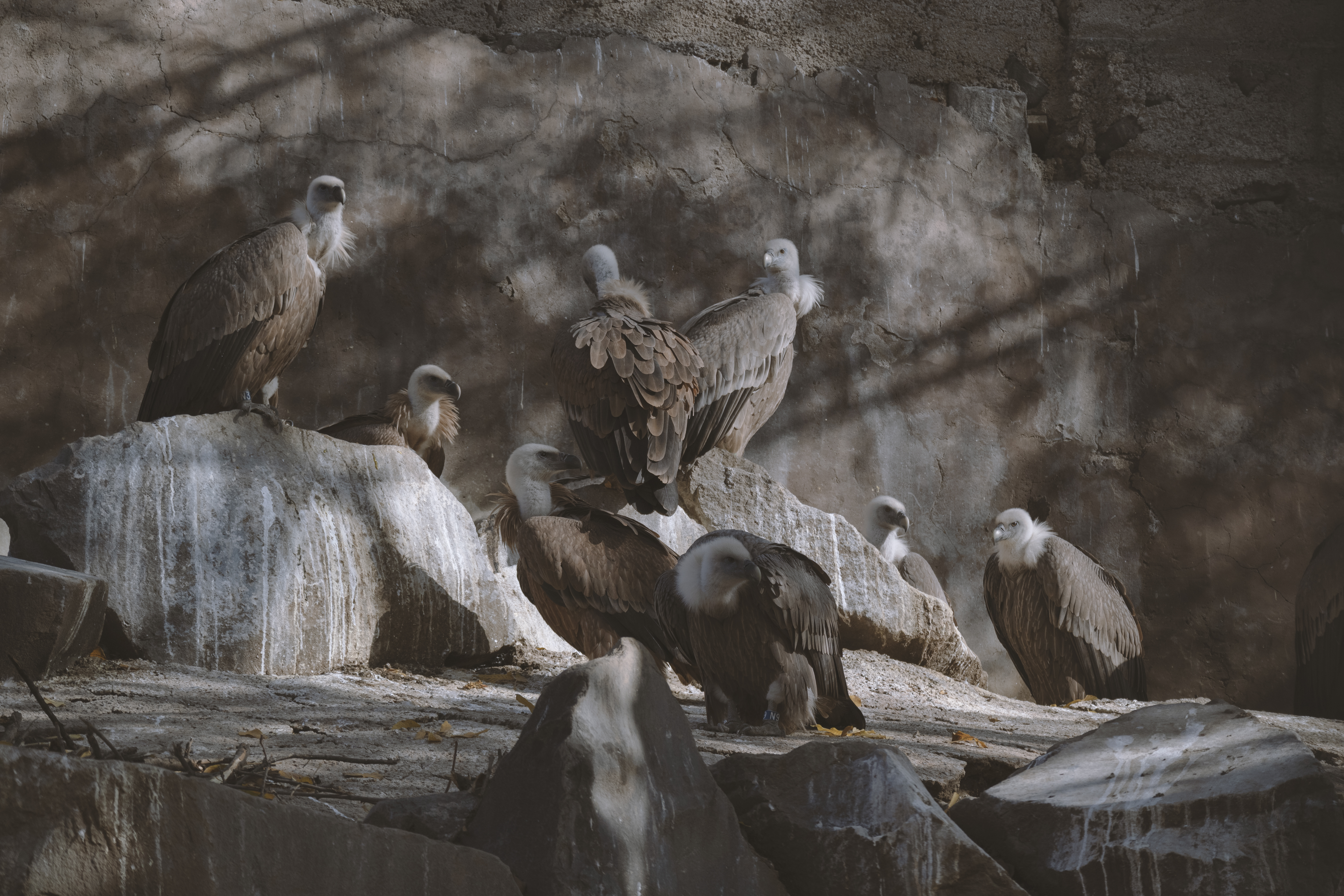
قفس لاشخورها در باغ وحش ایروان از جاذبه های گردشگری ایروان پایتخت ارمنستان

گردشگری در ارمنستان یکی از منابع اصلی درآمد کشور ارمنستان است که نقش مهمی در اقتصاد ارمنستان ایفا می‌کند. عمده گردشگران خارجی حاضر در ارمنستان، از کشورهای منطقه به این کشور سفر می‌کنند که بر اساس آمار سال ۲۰۱۴ (میلادی)، ۴۴ درصد آنها از روسیه، ۲۸ درصد از گرجستان، ۱۲ تا ۱۴ درصد از اتحادیه اروپا و ۷ درصد از ایران هستند. از عوامل مؤثر در رونق صنعت گردشگری در این کشور، می‌توان به توسعه زیرساخت‌های لازم، تنوع‌بخشی به محصولات گردشگری، معرفی مناسب این کشور در رسانه‌های جهان، لغو روادید برای کشورهای عضو اتحادیه اروپا و برخی دیگر از کشورها و اعطای آسان ویزا برای مسافران بیشتر کشورها و اتخاذ سیاست آسمان باز؛ اشاره کرد.
بنا بر آمار منتشر شده در سال ۲۰۱۶ میلادی ۱٬۲۶۰٬۰۰۰ نفر به کشور ارمنستان سفر کرده‌اند که نسبت به سال قبل آن ۶ درصد افزایش داشته‌است، این آمار در سال ۲۰۱۷ به ۱٬۴۹۴٬۷۷۹ نفر رسیده‌است.

## میراث جهانی یونسکو در ارمنستان

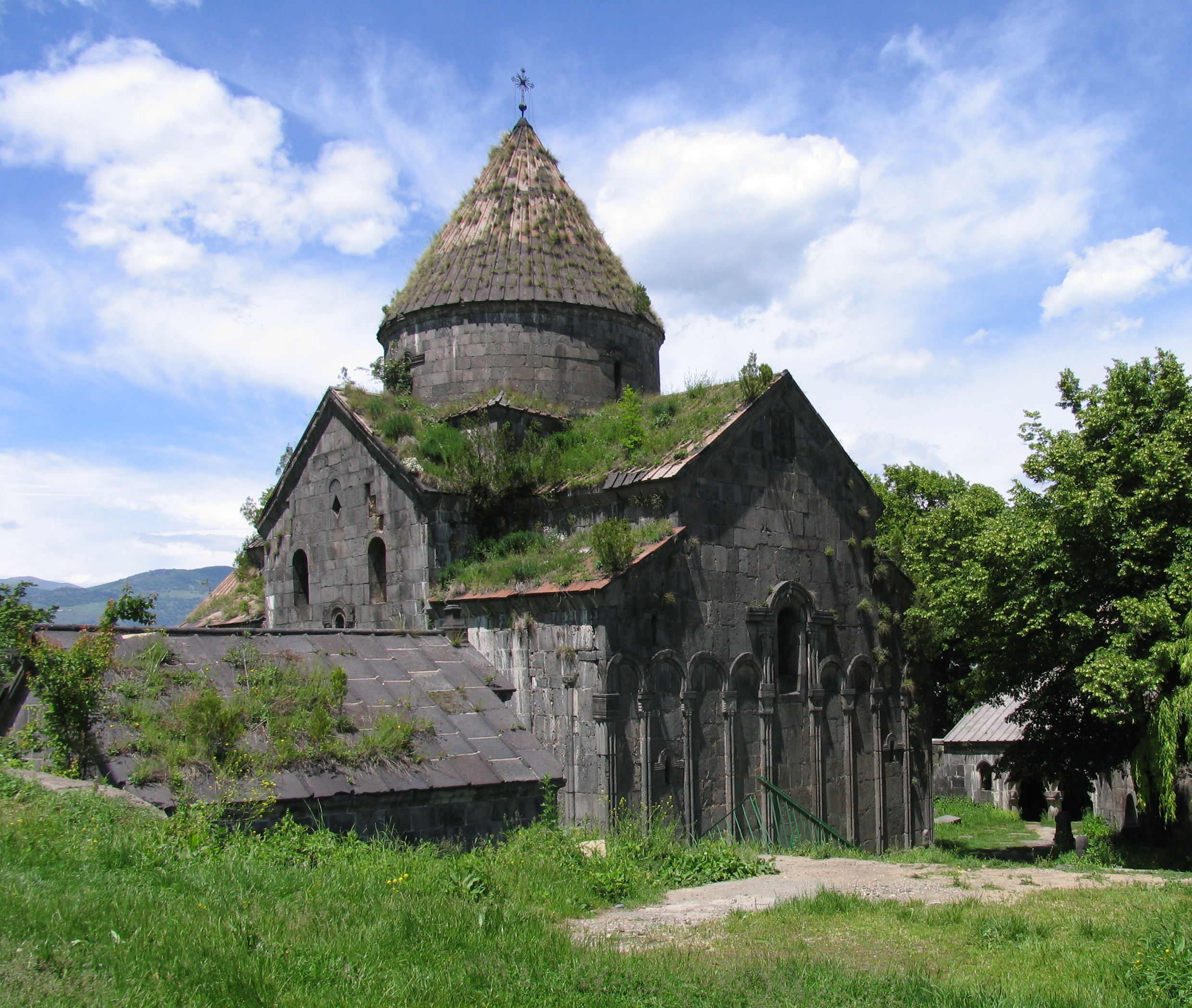
ساناهین
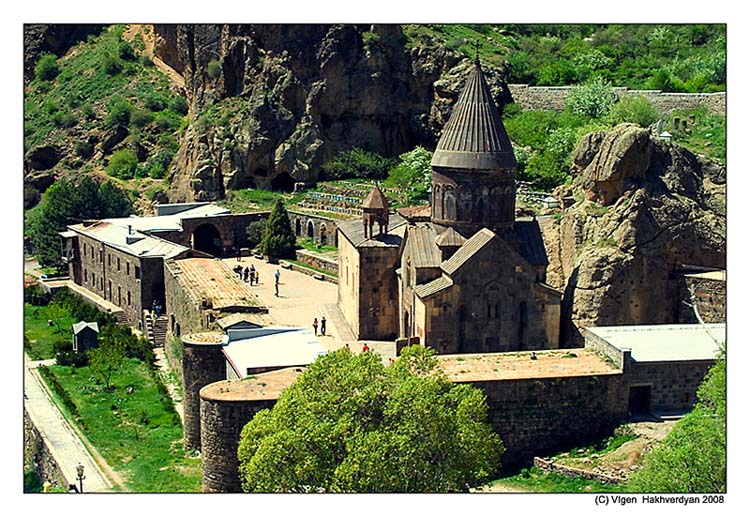
صومعه گغارد